# 스튀기올로부스 아조리쿠스
스튀기올로부스 아조리쿠스는 스티지오로부스속에 속하는 한 종이다.